# Fantastic Four:World's Greatest Heroes
Fantastic Four: World's Greatest Heroes（ファンタスティック・フォー ワールドズ・グレイテスト・ヒーローズ）は、マーベル・コミックの世界最強の同名のヒーローをベースに描いたアメリカ合衆国とカナダとフランスのテレビアニメ。オリジナルの放送は2006年9月2日から2010年2月25日までM6（フランス）とカートゥーンネットワーク（ヨーロッパ、アメリカ）で行われたが、日本では放送されなかった。

## 概要
この「World's Greatest Heroes（日本語で『世界最強のヒーロー』という意味）」は、前回のシリーズの物語とは直接関係が無く、チームの誕生秘話や仲間とどうやって出会ったかについては独自の解釈で描かれている。
また、前作の「ファンタスティック・フォー」では、宇宙忍者ゴームズの初期コミックからオリジナルを尊重しつつ、少し手を加えたりして分かりやすくしていた。
World's Greatest Heroesでは、ファンタスティック・フォーの様々なコミック本の要素がつまっているが、主に完全オリジナル・ストーリーをペースにしている。
ほとんどのエピソードは、40秒間のエピローグ・シーンで終わってしまっている。

## キャラクター
ミスター・ファンタスティック / リード・リチャーズ
声 - ヒロ・カナガワ
インビジブル・ウーマン / スーザン・スー・ストーム
声 - ララ・ギルクリスト
ヒューマン・トーチ / ジョナサン・ジョニー・スペンサー・ストーム
声 - クリストファー・ジャコット
ザ・シング / ベンジャミン・ベン・グリム
声 - ブライアン・ドブソン
ハービー
声 - サム・ビンセント

### ヒーロー
ハンク・ピム / アントマン
声 - ジョン・ペイン
トニー・スターク/アイアンマン
声 - デビッド・ケイ
ハルク / ブルース・バナー博士
声 - マーク・ギボン（ハルク）、アンドリュー・カバダス（ブルース）
ピーター・パーカー
声 - サム・ビンセント
ジェニファー・ウォルターズ/シー・ハルク
声 - レベッカ・ショイシェット
ネイモア
声 - マイケル・アダムスウェイト
ウルヴァリン
声 - ブライアン・ドラモンド
スクイレル・ガール
声 - レベッカ・ショイシェット

### ヴィラン、そのほか
トラップスター
声 - サム・ビンセント
ビクター・ヴォン・ドゥーム/ドクター・ドゥーム
声 - ポール・ドブソン
モールマン
声 - ポール・ドブソン
キャプテン・ウルトラ
声 - ポール・ドブソン
ドゥームボッツ
声 - ポール・ドブソン
アリシア・マスターズ
声 - スニタ・プラサド
アットゥマー
声 - マーク・アチソン
ヘンリー・ピーター・ガイリッチ
声 - ドン・ブラウン
ディアブロ
声 - トレバー・デヴァル
ロナン・ザ・アキューザー
声 - マイケル・ドブソン
ミスター・ボナー・デイビス
声 - マイケル・ドブソン
エージェント・プラット
声 - ブライアン・ドラモンド
コートニー・ボナー・デイビス
声 - ローラ・ドラモンド
ウィザード
声 - ジョナサン・ホームズ
インポッシブル・マン
声 - テリー・クラスン
アニヒラス
声 - スコット・マクニール
ウィリー・ランプキン
声 - コリン・マードック
ルパート・ザ・ギーク
声 - ピーター・ニュー
スプリーム・インテリジェンス
声 - ジョン・ノヴァク
クルト司令官/スーパースクラル
声 - マーク・オリバー
シルバーサーファー
声 - アンドリュー・フランシス–
フィリップ・マスター/パペット・マスター
声 - アルヴィン・サンダース
ルシア・フォン・バルダス
声 - ヴィーナス・テルツォ
ターミナス
声 - リー・トッカー

## エピソード
| No. | サブタイトル                          | 脚本                                                                     | 絵コンテ                           | 放送日                              | 制作番号 |
| --- | ------------------------------------- | ------------------------------------------------------------------------ | ---------------------------------- | ----------------------------------- | -------- |
| 1   | "Doomsday"                            | Christopher Yost                                                         | Olivier Poirette and Franck Michel | 2006年9月16日 (U.S.)                | 101      |
| 2   | "Molehattan"                          | 原案 : Avi Arad 脚本 : Chris Hicks and Francis Lombard                   | Olivier Poirette                   | 2009年9月4日 (U.S.)                 | 102      |
| 3   | "Trial by Fire"                       | Bob Forward                                                              | Yacine Elghorri and Laurent Delion | 2006年9月2日                        | 103      |
| 4   | "Doomed"                              | Rob Loos and George Taweel                                               | Christophe Pittet                  | 2006年9月9日                        | 104      |
| 5   | "Puppet Master"                       | 原案 : Joseph Kelly 脚本 : Rob Loos and George Taweel                    | Luc Blanchard                      | 2007年6月16日                       | 105      |
| 6   | "Zoned Out"                           | 原案 : Craig Kyle and Christopher Yost 脚本 : Bob Forward                | Luis Ruiz                          | 2006年10月28日                      | 106      |
| 7   | "Hard Knocks"                         | Joshua Fine                                                              | Roland Boschi                      | 2006年9月23日                       | 107      |
| 8   | "My Neighbor Was a Skrull"            | 原案 : Craig Kyle and Christopher Yost 脚本 : Joseph Kelly               | Christophe Pittet                  | 2006年9月30日 (U.S.)                | 108      |
| 9   | "World's Tiniest Heroes"              | 原案 : Craig Kyle and Christopher Yost 脚本 : Joshua Fine                | Olivier Poirette                   | 2006年10月21日 (U.S.)               | 109      |
| 10  | "De-Mole-Ition"                       | 原案 : Craig Kyle and Christopher Yost 脚本 : Bob Forward                | Laurent Delion                     | 2006年11月4日 (U.S.)                | 110      |
| 11  | "Impossible"                          | 原案 : Craig Kyle and Christopher Yost 脚本 : Rob Loos and George Taweel | Jeremie Bonachera                  | 2007年6月23日 (U.S.)                | 111      |
| 12  | "Bait & Switch"                       | 原案 : Craig Kyle and Christopher Yost 脚本 : Bob Forward                | Luis Ruiz                          | 2007年6月30日 (U.S.)                | 112      |
| 13  | "Annihilation"                        | 原案 : Craig Kyle and Christopher Yost 脚本 : Christopher Yost           | Roland Boschi                      | 2007年7月14日 (U.S.)                | 113      |
| 14  | "Revenge of the Skrulls"              | 原案 : Craig Kyle and Christopher Yost 脚本 : Bob Forward                | Luc Blanchard                      | 2007年8月11日                       | 114      |
| 15  | "Strings"                             | 原案 : Craig Kyle and Christopher Yost 脚本 : Joshua Fine                | Christophe Pittet                  | 2007年8月25日 (U.S.)                | 115      |
| 16  | "Imperius Rex"                        | 原案 : Craig Kyle and Christopher Yost 脚本 : Len Uhley                  | Olivier Poirette                   | 2007年6月9日 (U.S.)                 | 116      |
| 17  | "Doomsday Plus One"                   | Bob Forward                                                              | Laurent Delion                     | 2007年4月27日 2007年9月1日 (U.S.)   | 117      |
| 18  | "The Cure"                            | 原案 : Dan Slott 脚本 : Christopher Yost                                 | Jeremie Bonachera                  | 2007年6月9日 2010年1月18日 (U.S.)   | 118      |
| 19  | "Frightful"                           | Len Uhley                                                                | Luis Ruiz                          | 2007年8月18日 2010年1月27日 (U.S.)  | 119      |
| 20  | "Out of Time"                         | Joshua Fine                                                              | Luc Blanchard                      | 2007年9月15日 2010年1月28日 (U.S.)  | 120      |
| 21  | "Atlantis Attacks!"                   | 原案 : Craig Kyle and Christopher Yost 脚本 : Bob Forward                | Olivier Poirette                   | 2007年9月1日 (U.S.)                 | 121      |
| 22  | "Shell Games"                         | Rob Hoegee                                                               | Roland Boschi                      | 2007年10月6日 2010年2月8日 (U.S.)   | 122      |
| 23  | "Johnny Storm and the Potion of Fire" | 原案 : Craig Kyle and Christopher Yost 脚本 : Len Uhley                  | Luc Blanchard                      | 2007年10月13日 2010年2月22日 (U.S.) | 123      |
| 24  | "Contest of Champions"                | Joshua Fine                                                              | Jeremie Bonachera                  | 2007年10月20日 2010年2月23日 (U.S.) | 124      |
| 25  | "Doom's Word Is Law"                  | 原案 : Craig Kyle 脚本 : Paul Giacoppo                                   | Luis Ruiz                          | 2010年2月24日 (U.S.)                | 125      |
| 26  | "Scavenger Hunt"                      | Christopher Yost and Craig Kyle                                          | Olivier Poirette                   | 2010年2月25日 (U.S.)                | 126      |

## 制作
2004年10月、マーベル・スタジオとムーンスクープ・グループが協力して、マーベル・コミックのファンタスティック・フォーを中心に描いたアニメシリーズを制作し、潜在的な購入者に売り込むと発表。プロジェット実行開始後、クリストファー・ヨストが本作のストーリー編集者となり、クレイグ・カイルと協力してシリーズを開発した。2006年3月、このシリーズの放送局がカートゥーンネットワークに決定した。